# Panzergrenadiertruppe (Bundeswehr)

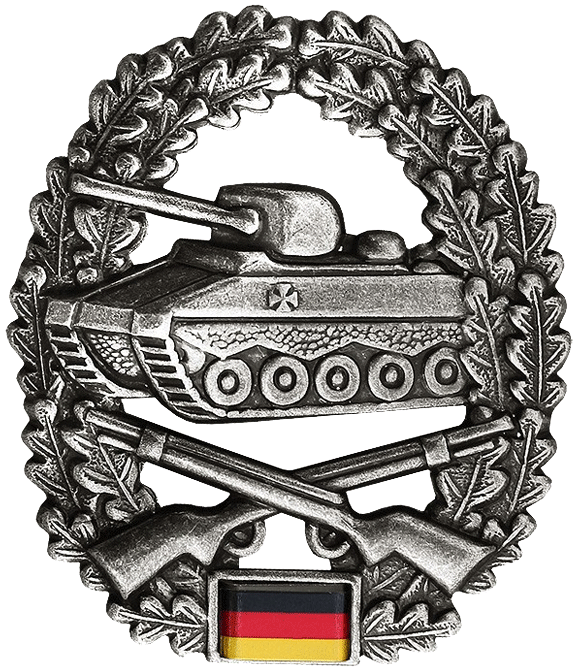
Barettabzeichen der Panzergrenadiere bei der Bundeswehr

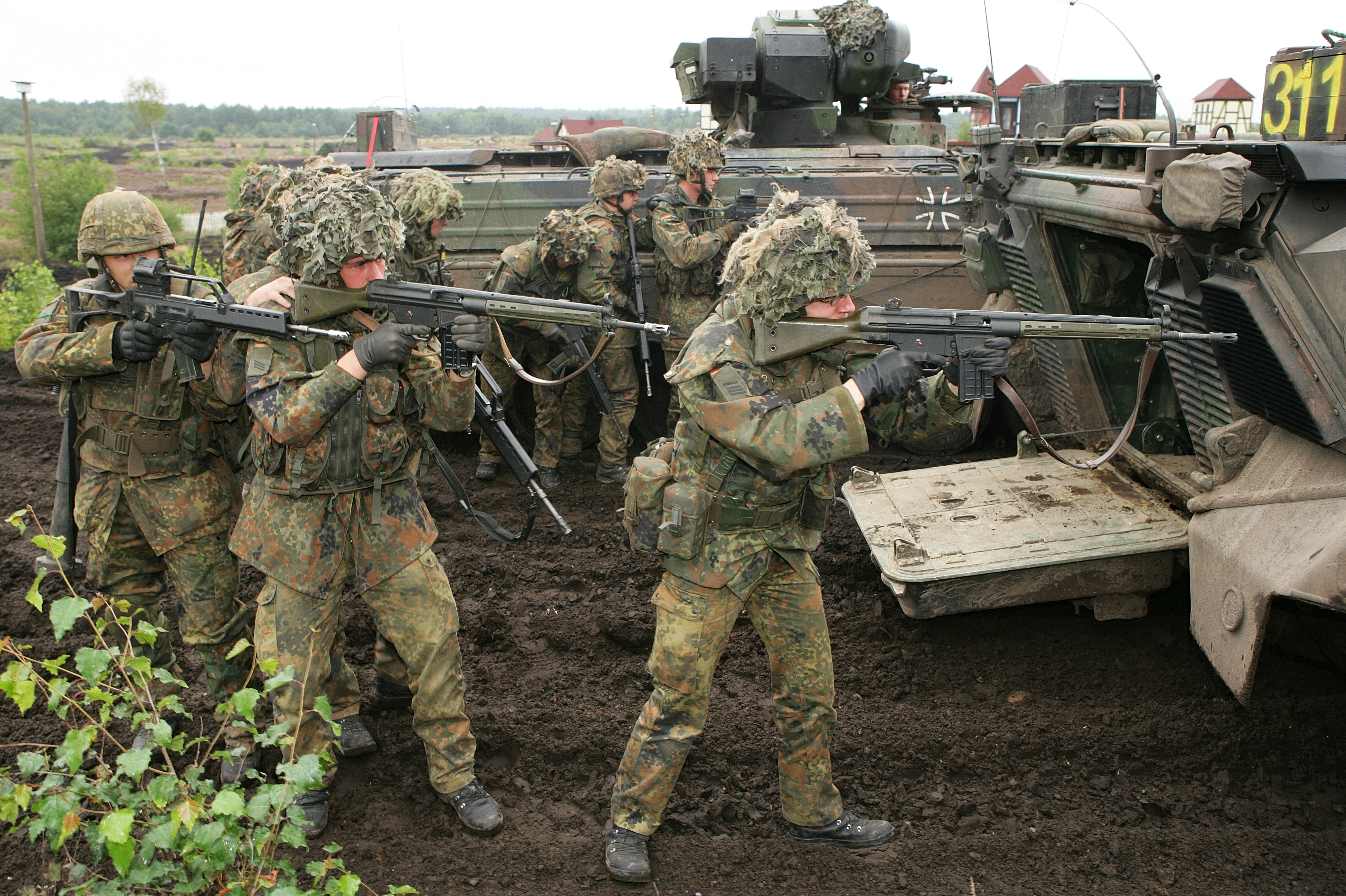
Abgesessene Gruppe Panzergrenadiere

Die Panzergrenadiertruppe ist eine Truppengattung im Heer der Bundeswehr. Die deutsche Panzergrenadiertruppe zählt zu den Kampftruppen des Heeres und bildet mit der Panzertruppe den Truppengattungsverbund Panzertruppen. Hauptwaffensystem der Panzergrenadiertruppe ist der Schützenpanzer Puma. Aufgesessen ist die Hauptaufgabe der Kampf gegen feindliche Infanterie und Panzerverbände in offenem Gelände, abgesessen aufgrund ihrer Ausrüstung vorrangig gegen feindliche Infanterie in teilbedecktem Gelände.

## Auftrag

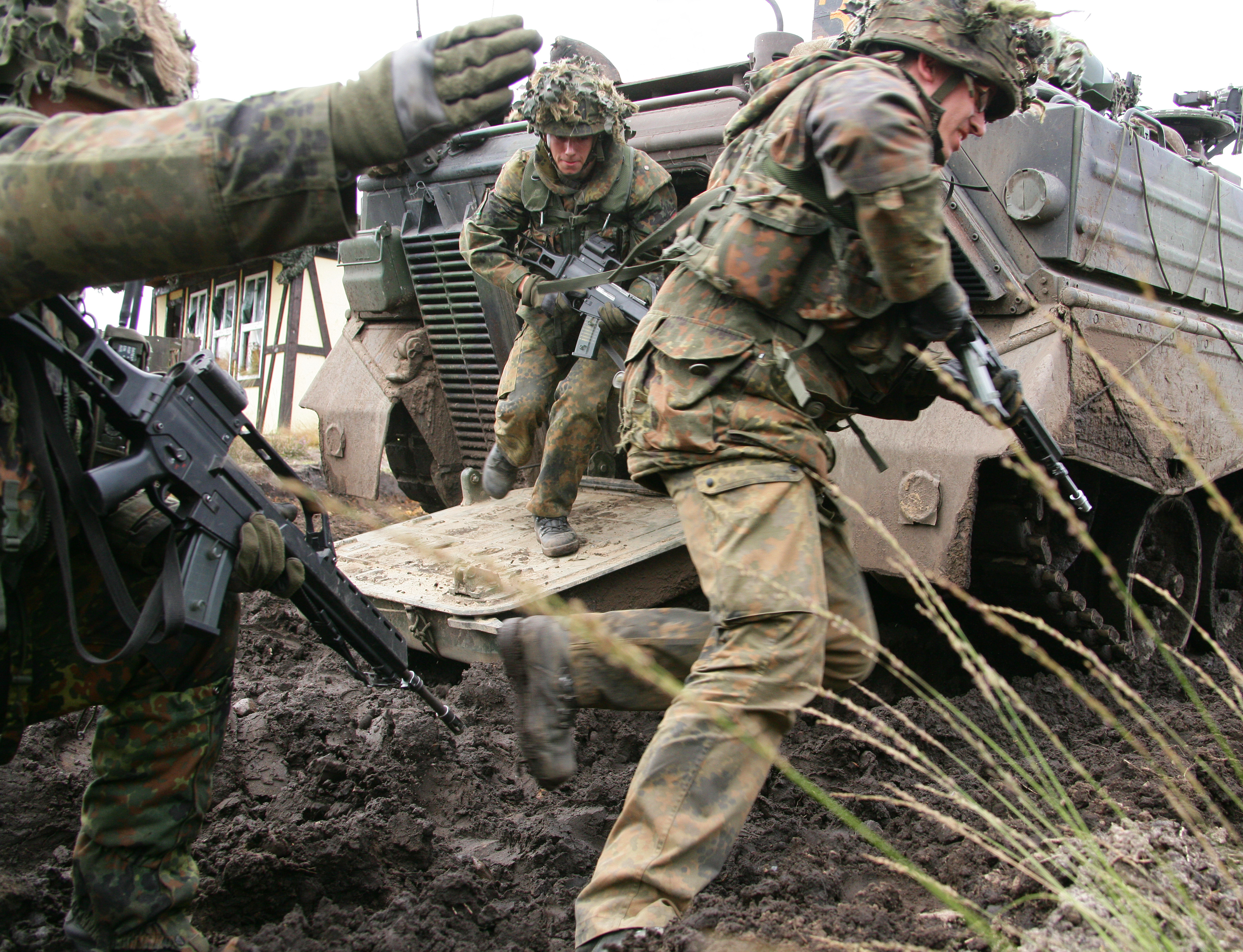
Absitzende Panzergrenadiere

Die Panzergrenadiertruppe der Bundeswehr ist als mechanisierte und panzerbegleitende Infanterie konzipiert. Besonderes Merkmal ist der schnelle Wechsel der Kampfweise. Die Truppe kämpft aufgesessen vom Schützenpanzer aus, kann für den infanteristischen Kampf aber auch absitzen. Merkmal der Panzergrenadiertruppe ist ihre hohe Beweglichkeit, die sich durch Mobilität und Schutz ihrer Schützenpanzer auch in schwierigem Umfeld ergibt. Ihr Einsatz erfolgt daher meist im Verbund mit Kampfpanzern, seltener auch mit der Infanterie für Missionen im urbanen Gefechtsraum. Zum Gefecht der verbundenen Waffen (Operationen verbundener Kräfte) ist die Panzergrenadiertruppe uneingeschränkt in der Lage. Flachfeuer der Rohrwaffen wird durch Steilfeuer, früher aus Mörsern, heute durch Rohrartillerie ergänzt. Mörser sind heute nicht mehr Teil der Panzergrenadierbataillone. Panzerabwehrwaffen und Panzerabwehrhandwaffen ermöglichen der Truppe sowohl auf- als auch abgesessen den Kampf gegen feindliche Kampf- und Schützenpanzer. Abgesessen bekämpfen Panzergrenadiere feindliche Infanterie, auch in urbanem Gefechtsraum oder dort, wo das Gelände leicht durchschnitten oder mit Waldstücken teilbedeckt ist, da dort Panzer allein nur schwer einsetzbar oder durch feindliche Infanterie in hohem Maß bedroht sind. Die Panzergrenadiertruppe nutzt dazu das Gelände zum eigenen Vorteil. In urbanem Gefechtsraum sind Panzergrenadiere abgesessen zum Orts- und Häuserkampf bedingt befähigt. Bei geeignetem Gelände werden abgesessene Panzergrenadiere durch Kampfpanzer verstärkt oder mit diesen gemischt. Diese geben Feuerschutz, bekämpfen Kampfpanzer oder Feinde in Feldbefestigungen.
Die Heeresdienstvorschrift (HDv) 100/100 (Ausführung aus dem Jahr 2000) charakterisiert die Panzergrenadiertruppe und ihr Zusammenwirken mit der Panzertruppe so:

„Zu den Gepanzerten Kampftruppen gehören die Panzertruppe und die Panzergrenadiertruppe. […] Die Panzergrenadiertruppe eignet sich aufgrund ihrer Beweglichkeit und des Schutzes ihrer gepanzerten Gefechtsfahrzeuge besonders für den schnellen Wechsel zwischen auf- und abgesessener Kampfweise, um die Stoßkraft gepanzerter Truppen sicherzustellen. […] Das unmittelbare und enge Zusammenwirken von Panzertruppe und Panzergrenadiertruppe ist neben der Zusammenarbeit mit der Kampfunterstützung Voraussetzung für den Erfolg. Ihre Vielseitigkeit und Reaktionsfähigkeit versetzt sie in die Lage, die Initiative zu erringen und zu erhalten und eine Entscheidung herbeizuführen.“

Das Gefecht des Panzergrenadierbataillons wird in der HDv 231/100 so charakterisiert:

„Das Gefecht des Bataillons ist gekennzeichnet durch:
- die Verbindung von Feuer und Bewegung,
- den angriffsweisen Stoß im Verbund mit Kampfpanzern,
- den schnellen Wechsel der Kampfweise zwischen auf- und abgesessenem Kampf,
- das enge Zusammenwirken der auf- und abgesessenen Kräfte,
- das vor allem beweglich geführte Gefecht, […]“

## Geschichte

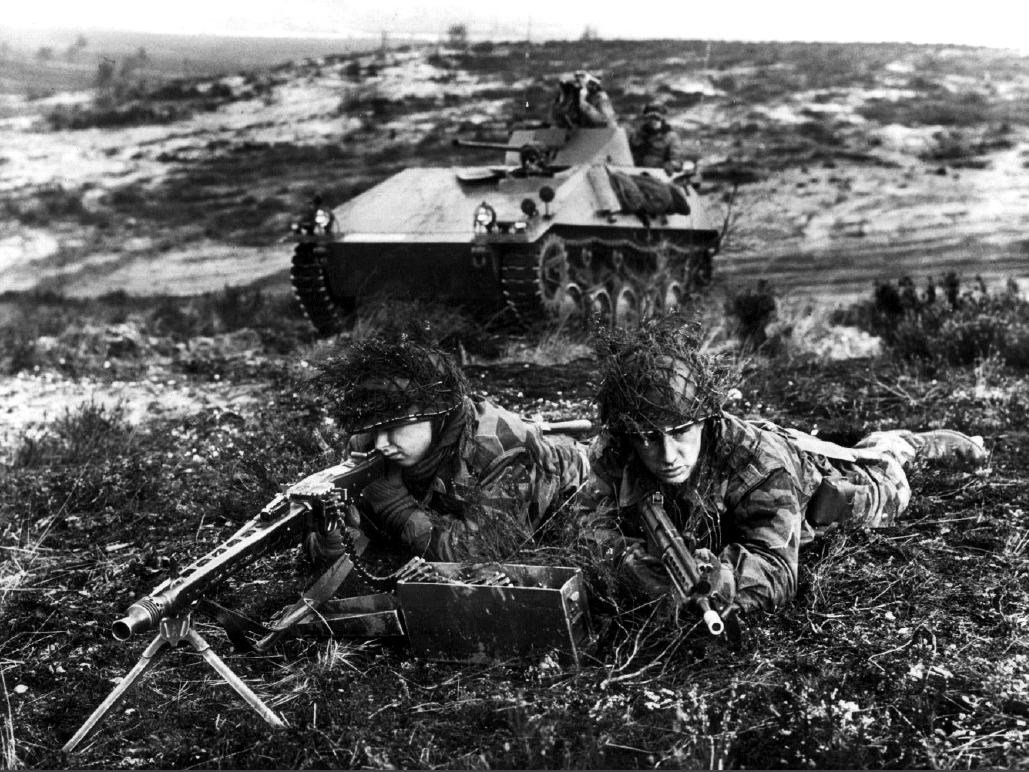
Bundeswehrsoldaten mit MG1 und G3 während eines Manövers, im Hintergrund ein Schützenpanzer Kurz „Hotchkiss“, 1960

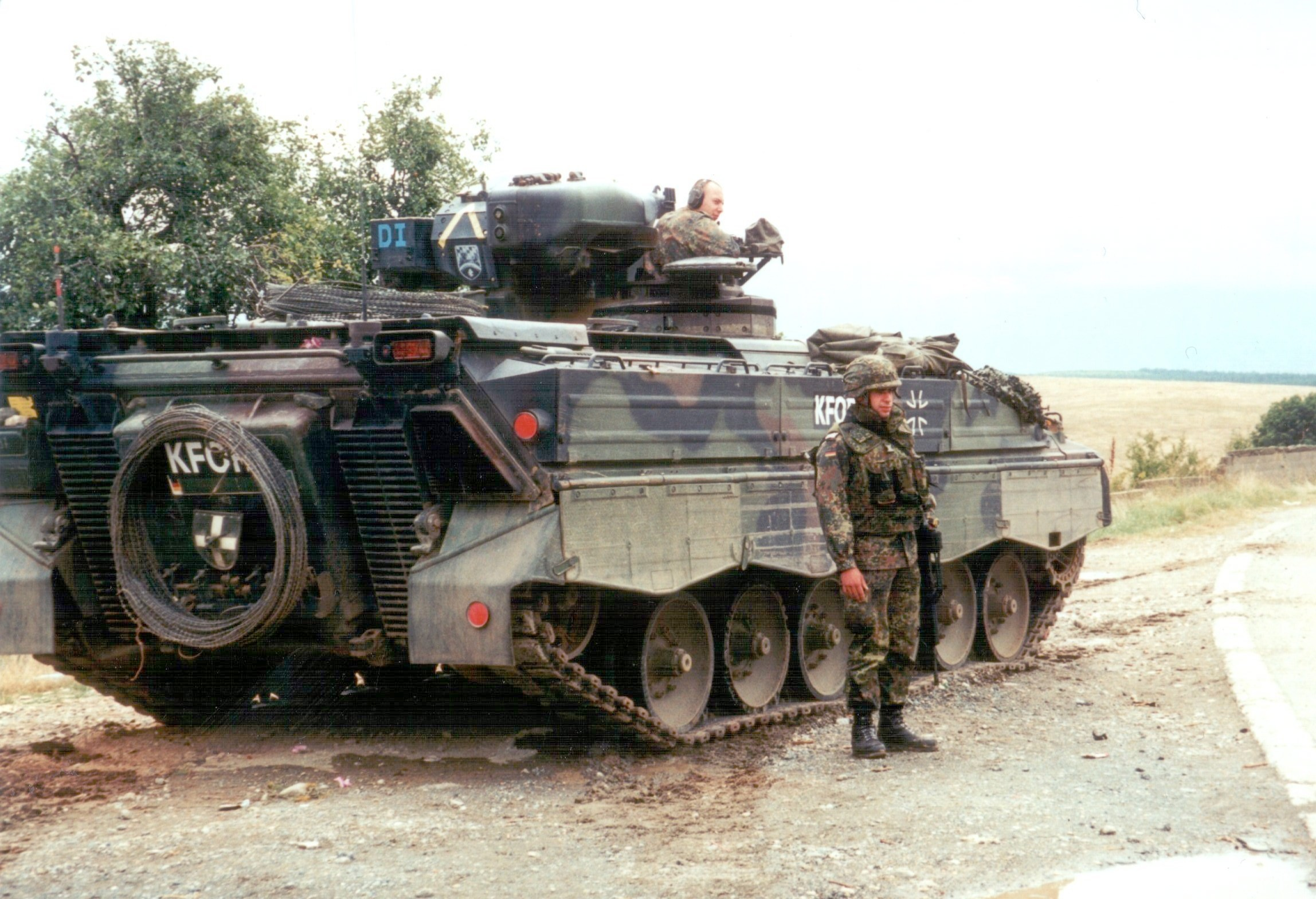
Panzergrenadiere während der KFOR-Mission

### Heeresstrukturen I und II
Bei Aufstellung der Bundeswehr ab 1955 wurden zunächst nur Grenadierverbände aufgestellt, da es an Schützenpanzern fehlte. Diese gehörten zur Infanterie. Geplant war die Aufstellung von acht Grenadierdivisionen. In der Heeresstruktur I waren Panzergrenadiere nur als Lehrbataillon in Munster und in den beiden aufzustellenden Panzerdivisionen (3. und 4. Division) eingeplant. Nur das Lehrbataillon verfügte über den US-amerikanischen Schützenpanzer M39 – die Bataillone der Divisionen waren nur mit Lkw Borgward B 2000 A/O ausgerüstet. Flächendeckend wurde der M39 auch später nicht für die Panzergrenadiertruppe beschafft.
Die Erfahrungen aus dem Zweiten Weltkrieg und die geforderte Fähigkeit zur beweglichen Gefechtsführung, auch unter atomarer Bedrohung, führten zur Entscheidung, die Mehrzahl der Panzergrenadierbataillone vollmechanisiert mit Kettenfahrzeugen auszurüsten.
In der Heeresstruktur II wurden die Grenadierdivisionen ab 1959 in Panzergrenadierdivisionen umgegliedert. Dem Heer lief dazu der neu entwickelte, aber skandalumwitterte Schützenpanzer (SPz) HS 30 zu. Verbände, die keinen Schützenpanzer erhielten, wurden als Panzergrenadierbataillon (mot) bezeichnet. Ab 1962 wurden die mot-Einheiten durch Zulauf des US-amerikanischen Mannschaftstransportwagens M113 zu Panzergrenadierbataillonen (MTW) umgerüstet. Jede Panzerdivision gliederte sich in zwei Panzerbrigaden und eine Panzergrenadierbrigade und jede Panzergrenadierdivision in zwei Panzergrenadierbrigaden und eine Panzerbrigade. Jede Panzergrenadierbrigade bestand aus zwei Bataillonen (SPz), einem Bataillon (mot oder MTW), einem Artilleriebataillon und Brigadeeinheiten.

### Heeresstrukturen III und IV
In der Heeresstruktur III wurden, begründet mit der Infanterieschwäche, zwei Divisionen zu Jägerdivisionen (2. und 4. Division) umgegliedert. Aufgestellt waren bis dahin 10 Panzer- und Panzergrenadierdivisionen des Heeres sowie zwei weitere Brigaden in der 1. Gebirgsdivision. Die Grenadierbataillone waren mit MTW M-113 ausgerüstet. In den Panzer- und Panzergrenadierdivisionen waren die Panzergrenadiere nunmehr bis auf die Divisionsjägerbataillone die einzige Infanterie.
Etwa zehn Jahre nach Einführung des HS 30 ersetzte der Schützenpanzer Marder dieses Fahrzeug. Um die Panzerabwehrfähigkeit der Truppe zu stärken, wurde unter Verteidigungsminister Georg Leber die deutsch-französische Panzerabwehrlenkwaffe MILAN eingeführt. Die Panzergrenadierbataillone (MTW) wurden durch Umgliederung mit Schützenpanzern ausgerüstet. Um eine infanteriestarke Komponente in den Verbänden für den Waldkampf und den Ort- und Häuserkampf zu haben, wurden überwiegend die 4./ Grenadierkompanien der Bataillone mit MTW ausgestattet.
In der Heeresstruktur IV (1980–1992) wurden die Jägerdivisionen zu Panzergrenadierdivisionen zurückgegliedert und die Brigaden wurden um ein viertes Kampftruppenbataillon verstärkt. Die neu aufgestellten Einser-Bataillone wurden als gemischte Panzer- oder Panzergrenadierbataillone gegliedert. In den Panzergrenadierbrigaden wurden die vierten Kampfkompanien der unterstellten Bataillone mit MTW M-113 ausgerüstet. In den Panzerbrigaden dagegen waren die Panzergrenadiere ausschließlich mit dem Marder ausgerüstet.
Insgesamt gab es 64 Panzergrenadierbataillone, davon auch erstmals zwei in der Heimatschutzbrigade 56 im Territorialheer. Diese mechanisierte Heimatschutzbrigade wurde als vierte Brigade der 1. Gebirgsdivision unterstellt.

### Heeresstrukturen V und später
In der Heeresstruktur V (N) wurden die Brigaden einheitlich mit je zwei Panzer- und Panzergrenadierbataillonen aufgestellt. Die Panzergrenadiertruppe wechselte von der Infanterie zu den gepanzerten Kampftruppen, später umbenannt in Panzertruppen. Im Zuge der Transformation der Bundeswehr werden die Panzermörserkompanien aufgelöst und die Panzermörser M113 außer Dienst gestellt.

## Ausbildung

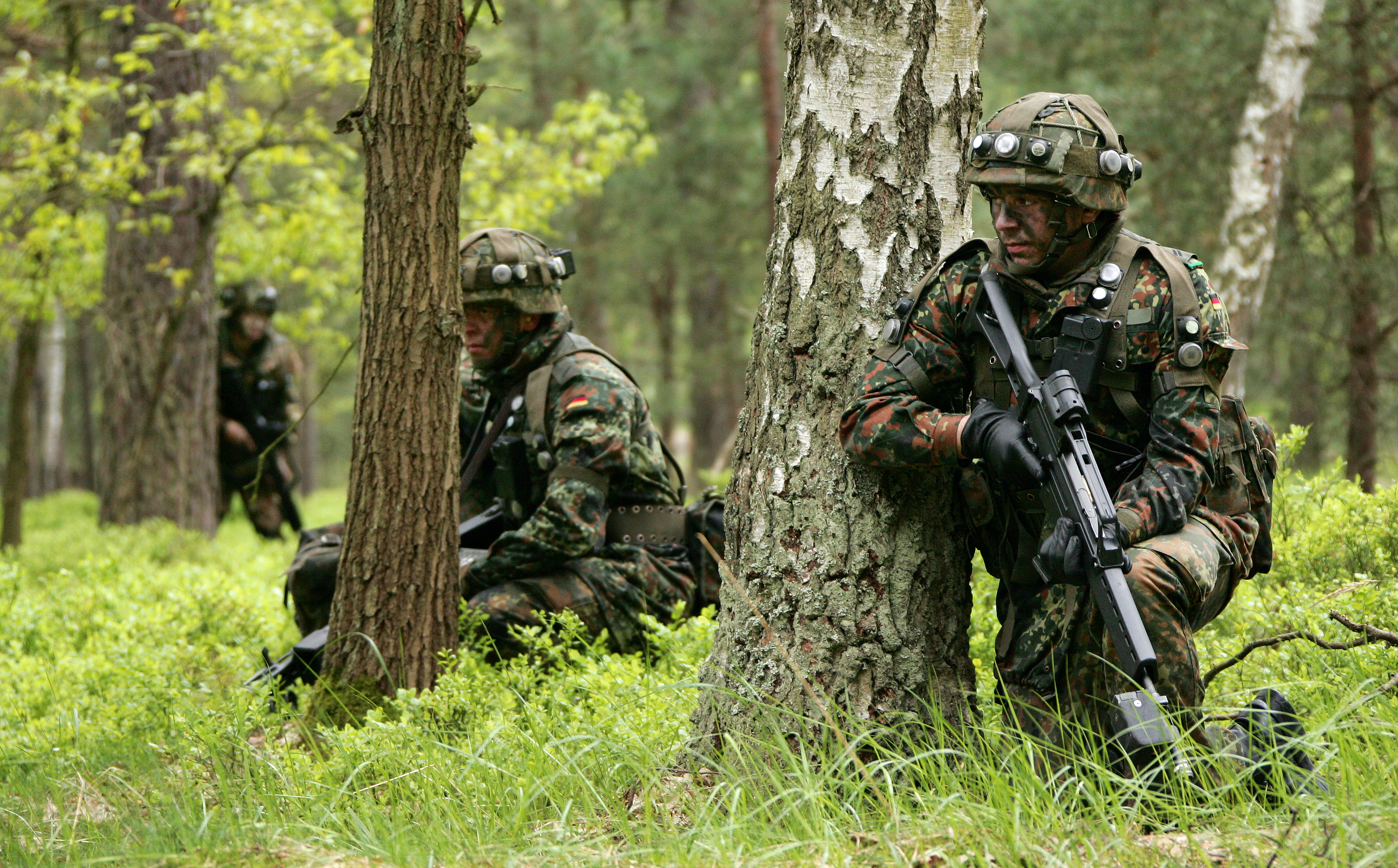
Abgesessene Panzergrenadiere mit dem AGDUS bei der Gefechtsausbildung

Die Ausbildung der Panzertruppe erfolgt im Wesentlichen an der Schule gepanzerte Kampftruppen, die ein Teilbereich der Panzertruppenschule in Munster ist. Der Kommandeur der Schule gepanzerte Kampftruppen ist gleichzeitig General der Panzertruppen und ist verantwortlich für die Ausbildung der Panzertruppen. Für die Weiterentwicklung der Truppengattung ist seit Juni 2013 das Amt für Heeresentwicklung zuständig. Einzelne wesentliche Ausbildungsabschnitte werden auch an der Infanterieschule durchgeführt, insbesondere Lehrgänge zum Orts- und Waldkampf.

## Organisation

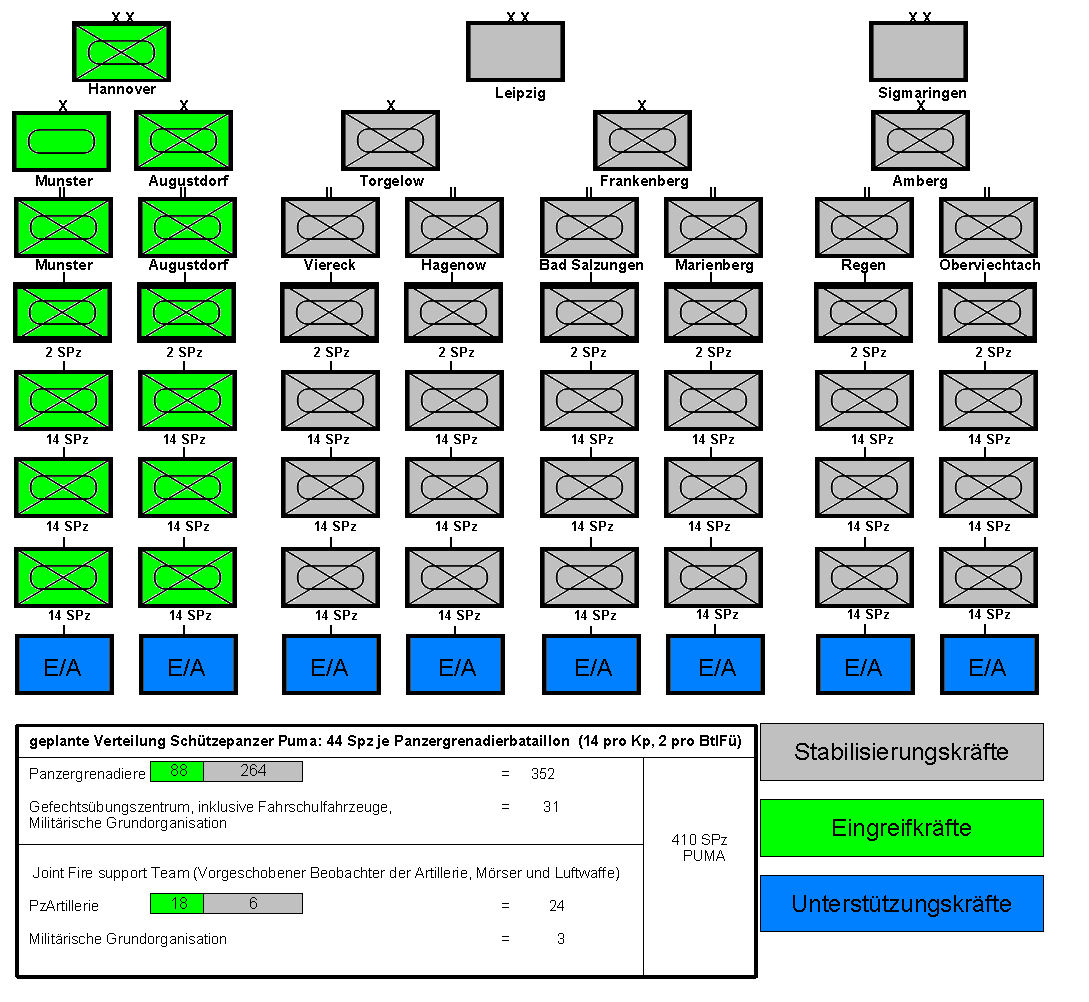
Geplante Aufstellung der Panzergrenadiertruppe in der Bundeswehr und Verteilung des Schützenpanzer Puma

### Einordnung
In der Bundeswehr gehörten die Panzergrenadiere zunächst wie die Jägertruppe zur Infanterie. Mit Umsetzung der Heeresstruktur 5 (N) im Jahr 1995 wurden die Panzergrenadiere zusammen mit der Panzertruppe und weiteren im Truppengattungsverbund  Gepanzerte Kampftruppen zusammengefasst. Seit 2005 wurden die Panzergrenadiertruppe und die Panzertruppe im Truppengattungsverbund Panzertruppen zusammengefasst. Die Panzergrenadiertruppe und die Panzertruppe zählen zu den Kampftruppen der Bundeswehr.

### Aktive Verbände
Typischerweise verfügen Panzergrenadierbataillone über eine Stabskompanie, drei Kampfkompanien und eine weitere Kompanie als Ausbildungskompanie. Das Heer verfügt über neun aktive Panzergrenadierbataillone mit 27 Panzergrenadierkompanien für 5 mechanisierte Brigaden, die der 1. Panzerdivision oder der 10. Panzerdivision unterstellt und drei Korps assigniert sind.
|                                          | Bezeichnung                     | Ort                    | Verband                   | Bemerkung                        |
| ---------------------------------------- | ------------------------------- | ---------------------- | ------------------------- | -------------------------------- |
| Internes Verbandsabzeichen               | Panzergrenadierbataillon 33     | Neustadt am Rübenberge | Panzerlehrbrigade 9       |                                  |
| Internes Verbandsabzeichen               | Panzergrenadierlehrbataillon 92 | Munster                | Panzerlehrbrigade 9       |                                  |
| Internes Verbandsabzeichen               | Panzergrenadierbataillon 112    | Regen                  | Panzerbrigade 12          |                                  |
| Internes Verbandsabzeichen               | Panzergrenadierbataillon 122    | Oberviechtach          | Panzerbrigade 12          | geplant für die Panzerbrigade 45 |
| Internes Verbandsabzeichen PzGrenBtl 212 | Panzergrenadierbataillon 212    | Augustdorf             | Panzergrenadierbrigade 37 |                                  |
| Internes Verbandsabzeichen               | Panzergrenadierbataillon 391    | Bad Salzungen          | Panzergrenadierbrigade 37 |                                  |
| Internes Verbandsabzeichen               | Panzergrenadierbataillon 371    | Marienberg             | Panzergrenadierbrigade 37 |                                  |
| Internes Verbandsabzeichen               | Panzergrenadierbataillon 401    | Hagenow                | Panzergrenadierbrigade 41 |                                  |
| Internes Verbandsabzeichen               | Panzergrenadierbataillon 411    | Viereck                | Panzergrenadierbrigade 41 |                                  |

Im Oktober 2011 wurde beschlossen, das Panzerbataillon 33 in das Panzergrenadierbataillon 33 umzugliedern.

### Nicht aktive Verbände
2008 wurden folgende zwei nichtaktive Panzergrenadierbataillone (ohne Großmaterial) aufgestellt:
|                            | Bezeichnung                  | Ort        | Verband                                                                         | Kräftekategorie |
| -------------------------- | ---------------------------- | ---------- | ------------------------------------------------------------------------------- | --------------- |
| Internes Verbandsabzeichen | Panzergrenadierbataillon 908 | Viereck    | Panzergrenadierbrigade 41, Wirtschaftstruppenteil: Panzergrenadierbataillon 411 | -               |
| Internes Verbandsabzeichen | Panzergrenadierbataillon 909 | Marienberg | Panzergrenadierbrigade 37, Wirtschaftstruppenteil: Panzergrenadierbataillon 371 | -               |

## Ausrüstung

### Hauptwaffensystem

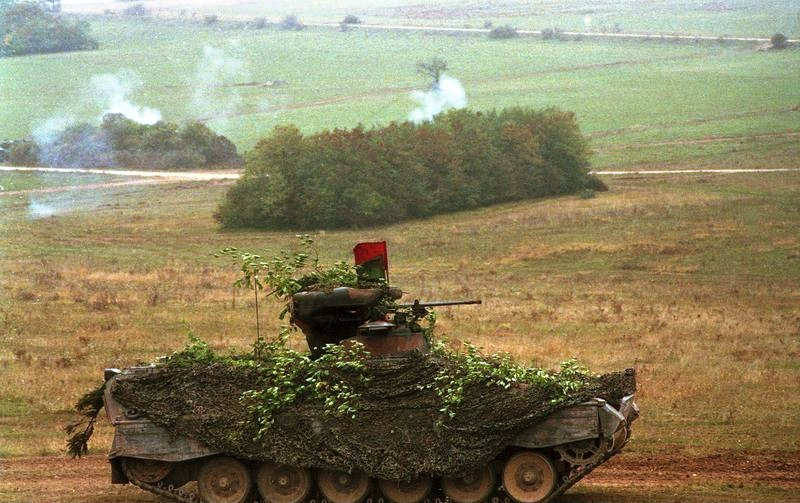
Schützenpanzer Marder im Manöver

Das Hauptwaffensystem der Panzergrenadierbataillone ist der Schützenpanzer Marder 1A3 und 1A5. Aufgesessen erlaubt die am Turm montierte Panzerabwehrwaffe MILAN oder MELLS (Mehrrollenfähiges Leichtes Lenkflugkörper-System) die Bekämpfung gepanzerter Fahrzeuge.
Der Schützenpanzer Puma befindet sich im Zulauf, einige Panzergrenadierbataillone in der Umrüstung. Jede der 3 Kampfkompanien eines Bataillons soll 14 Schützenpanzer Puma erhalten, zusätzlich 2 Schützenpanzer als bewegliche Befehlsstelle des Bataillonskommandeurs, so dass jedes Bataillon über 44 Schützenpanzer verfügen wird.
Die Jagdpanzer Jaguar 1A3 und Panzermörser M113 wurden 2005 und 2006 ausgesondert.
Die Panzerabwehr soll durch die Ausstattung mit dem PARS 3 LR je Zug oder Gruppe, die Feuerunterstützung durch die Panzerhaubitze 2000 der Artillerie erfolgen.

### Infanteriesysteme
Zur abgesessenen Bekämpfung gepanzerter Fahrzeuge stehen die Panzerabwehrwaffe MILAN und die Panzerfaust 3 zur Verfügung.  Jeder abgesessene Trupp führt außerdem in der Regel ein Maschinengewehr MG3 mit. Jede Kompanie weist außerdem mit dem Scharfschützengewehr G22 bewaffnete Soldaten auf. Die Schwere Panzerfaust FFV Carl Gustaf dient seit 1986 nur noch der Gefechtsfeldbeleuchtung. Ausschließlich aufgesessene Besatzungen (Richtschütze, Fahrer, Kommandant) sind anstatt mit dem G36 oft mit der Maschinenpistole MP2 (Uzi) oder der MP7 bewaffnet. Unter der Bezeichnung Infanterist der Zukunft wird für Teile der Panzergrenadiertruppe seit 2007 ein Ausrüstungssystem eingeführt, das den einzelnen Soldaten einen besseren persönlichen Schutz sowie neue Waffensysteme bietet und eine digitale Vernetzung sicherstellt.

### Uniform
Die Waffenfarbe der Panzergrenadiertruppe, gezeigt beispielsweise als Farbe der Litzen und Kragenspiegel, ist (Jäger-) Grün. Das Barett ist ebenfalls grün. Die Waffen- und Barettfarbe teilt sich die Panzergrenadiertruppe mit anderen infanteristischen Truppengattungen wie der Jägertruppe. Das silberne Barettabzeichen wird von einem Eichenkranz, der deutschen Flagge, zwei gekreuzten Karabiner 98k und einem Schützenpanzer eingefasst. Fahrer, Richtschütze und Kommandant des Schützenpanzers tragen statt Feldhose und Feldbluse eine einteilige Panzerkombination.

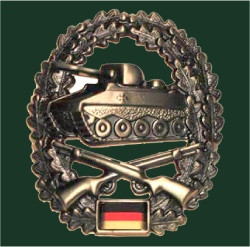
Barettabzeichen und Barettfarbe
Kragenspiegel

### Taktisches Zeichen
Die Panzergrenadiertruppe ist als Mechanisierte Infanterie konzipiert. Das militärische Symbol ist gemäß ihrer Kampfweise eine Kombination aus liegendem Oval für die Panzertruppe sowie den gekreuzten Linien als Symbol für die Infanterie. Das Oval steht für eine umlaufende Gleiskette. Das Andreaskreuz repräsentierte gekreuzte Gewehre, Bandeliers oder Schwerter und ist das Grundzeichen aller Infanterieeinheiten der NATO. Einzelne Fahrzeuge und Einheiten der Panzergrenadiertruppe sind aber gemäß ihrer Aufgabe und Zugehörigkeit mit anderen taktischen Zeichen gekennzeichnet. Außerdem gab es im Laufe der Zeit für Panzergrenadierbataillone mit besonderer Ausrüstung besondere taktische Zeichen. Beispiele: Die Panzergrenadierbataillone (mot) führten ein Andreaskreuz mit zwei Kreisen, die für die Motorisierung standen. Die Bataillone mit MTW statt Schützenpanzer führten statt der stilisierten Kette neben dem Andreaskreuz ein Rechteck mit beidseitig eingeschriebenen Strich. Letztere beiden taktischen Zeichen sind jedoch mit der Außerdienststellung dieser Typen Bataillone nicht mehr in Gebrauch.

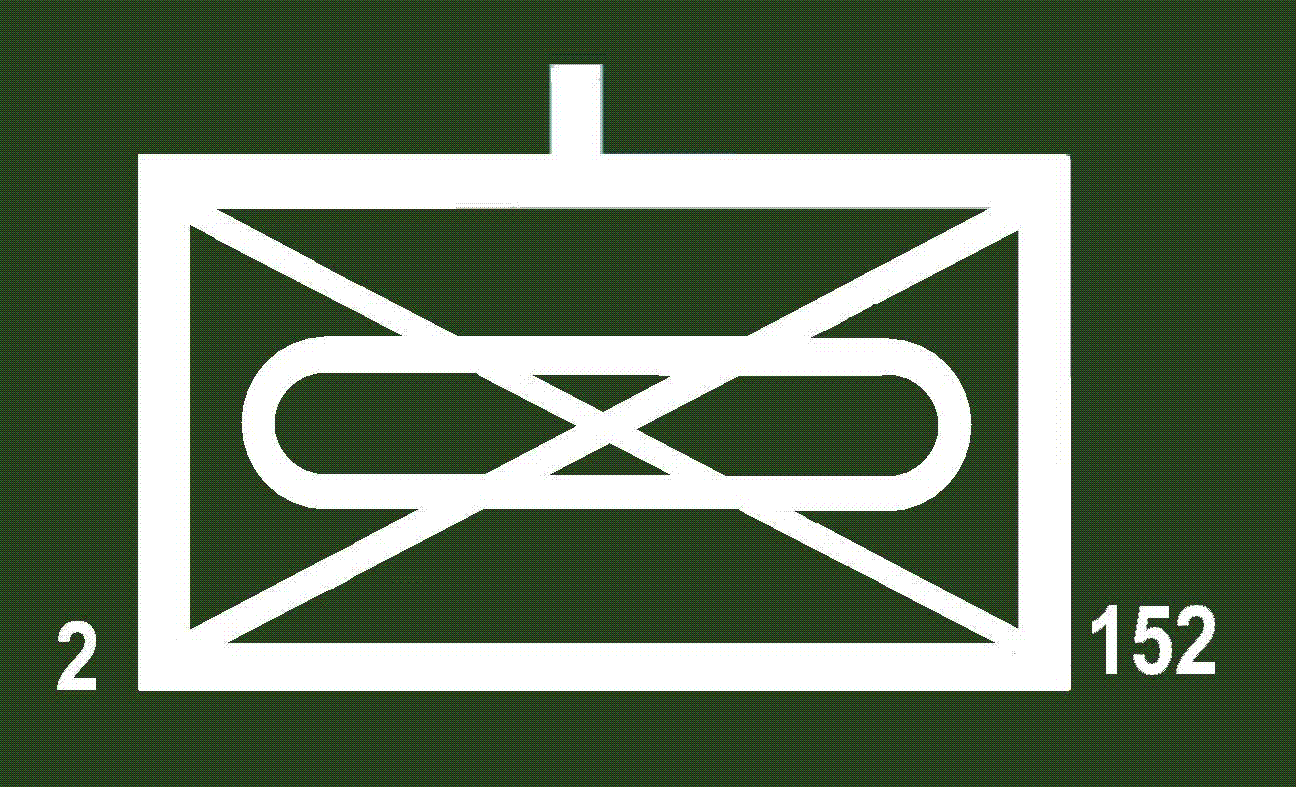
Taktisches Zeichen der Panzergrenadiere Spz
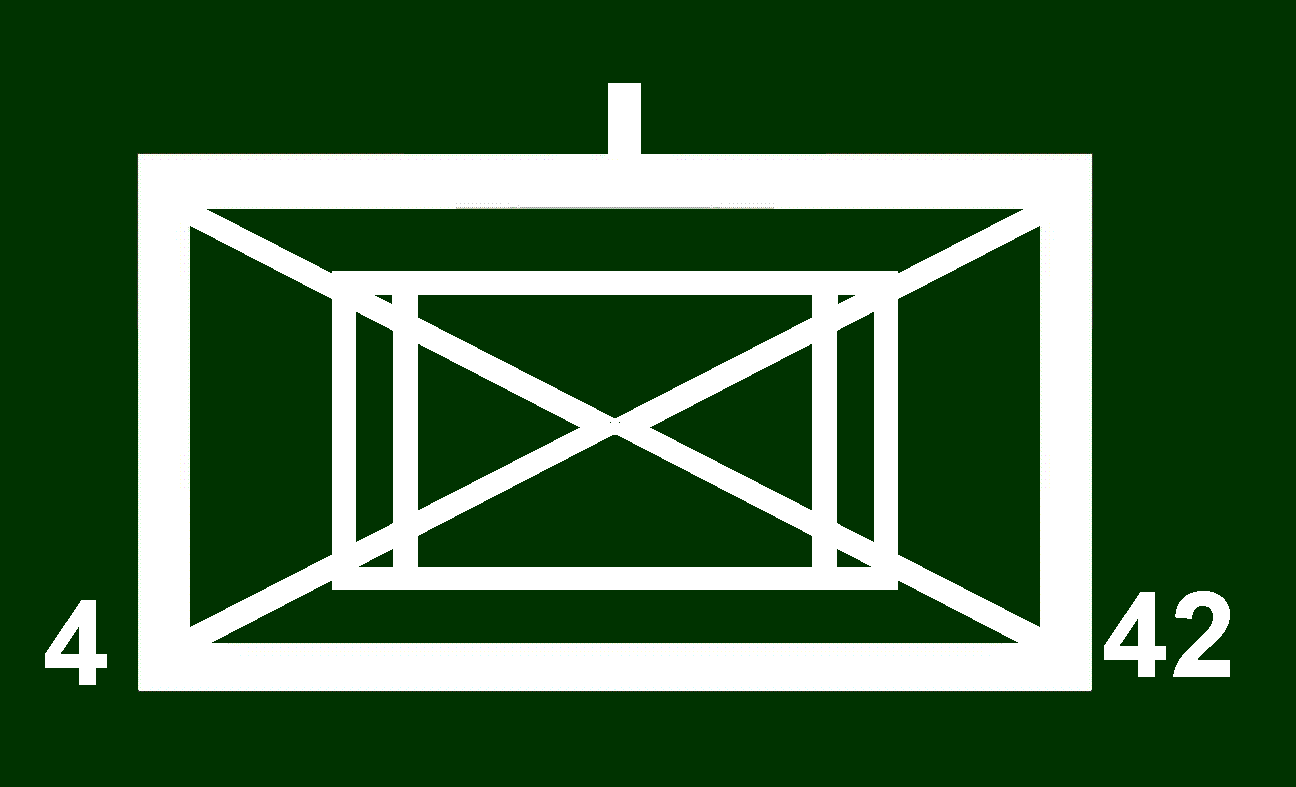
Taktisches Zeichen der Panzergrenadiere MTW
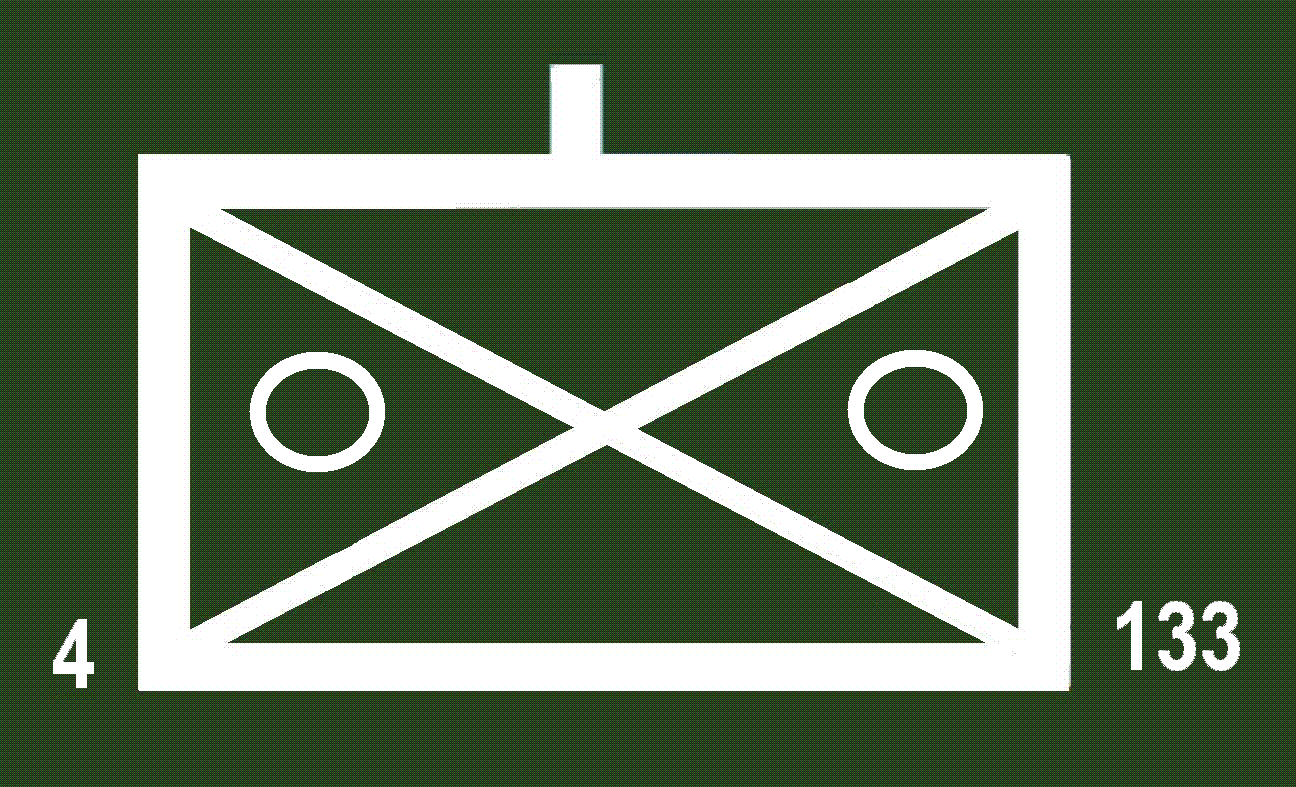
Taktisches Zeichen der Panzergrenadiere mot

## Schlachtruf
Der Schlachtruf ist ein dreifaches Panzergrenadiere – Dran! Drauf! Drüber! Der das Kommando führende Dienstgrad ruft dabei Panzergrenadiere, was die angetretene Truppe mit Dran! Drauf! Drüber! erwidert. Abweichend davon war wie beim PzGrenBtl 112, einem vormaligen Jägerbataillon, auch der Schlachtruf der Jägertruppe (Horrido – Joho!) verbreitet.
Die Schlachtrufe einzelner Kompanien oder Bataillone können jedoch teilweise davon abweichen. Ein Beispiel ist der Ruf der ehemaligen 2. Kompanie des Panzergrenadierbataillons 72. Kompaniechef: Zwote ... - Kompaniefeldwebel (Spieß): Klar zum … – Kompanie antwortete: … Gefecht.
Die Panzermörserkompanien hatten davon abweichende Schlachtrufe – so die ehemalige 6. Kompanie (schwere Kompanie – drei Mörserzüge und ein Panzerjägerzug) PzGrenBtl 72: Dienstgrad: Achtung … – Kompanie antwortete: … Feuer, was dem Kommando des Mörser-Gruppenführers für den Ladeschützen die Granate in das Rohr fallen zu lassen entsprach. Die ehemalige 6. Kompanie PzGrenBtl 52: Dienstgrad: Ansetzen … – Kompanie: Feuer!
Während der Heeresstruktur IV waren die 5. Kompanien die Mörserzüge (6. Kompanien gab es zu dieser Zeit nicht). In der 5./193: Dienstgrad: Mörser auf … – Kompanie antwortete: …schlag. Der Schlachtruf der 5./72 (aus ihr wurde die 6./72) hatte den Schlachtruf: Achtung – Aufschlag!

## Dienstgradbezeichnungen
Niedrigster Dienstgrad in Truppenteilen der Panzergrenadiertruppe ist der Panzergrenadier. Er entspricht dem Dienstgrad Schütze, Funker, Jäger usw. (→ vgl. hier) anderer Truppengattungen. Die übrigen Dienstgrade entsprechen den allgemeinen Dienstgraden der Bundeswehr.
| Mannschaftsdienstgrad |                 |                    |
| Niedrigerer Dienstgrad |                 | Höherer Dienstgrad |
| — | Panzergrenadier | Gefreiter          |
| Dienstgradgruppe: Mannschaften – Unteroffiziere o.P. – Unteroffiziere m.P. – Leutnante – Hauptleute – Stabsoffiziere – Generale |                 |                    |

## Trivia

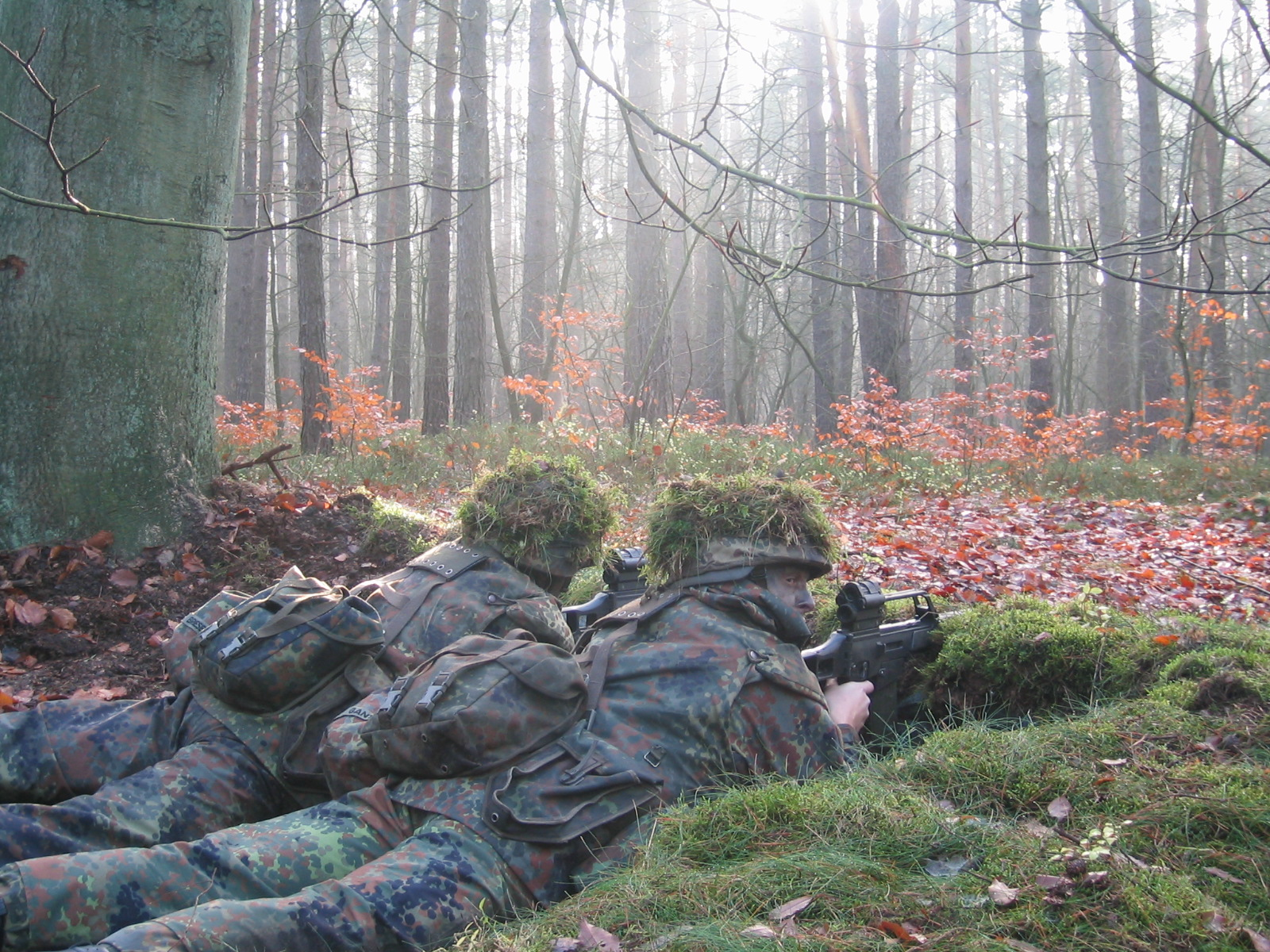
Abgesessene Panzergrenadiere im Alarmposten (PzGren Btl 411)

Panzergrenadiere oder Grenis sind wegen ihrer körperlich fordernden Kampfweise das Objekt vieler Scherze. Innerhalb der Bundeswehr haben sich beispielsweise folgende Reime scherzhaft durchgesetzt:
- Es ist kein Mensch, es ist kein Tier – es ist ein Panzergrenadier.
- Gott schuf Menschen, Gott schuf Tiere, aber keine Grenadiere, denn diese gottverdammten Affen hat die Bundeswehr erschaffen.
- Tritt nie auf einen grünen Stein, denn es könnt’ ein Panzergreni sein.
- in Anlehnung an die Ballade des Erlkönig: Wer läuft so spät durch Nacht und Wind, es ist der Greni mit seinem Spind. Er hält ihn sicher, er hält ihn warm, es war mal wieder Nachtalarm. (Doch es kommt noch schlimmer, da kommt ein Falli / OA mit seinem Zimmer)

Weiterhin wird oftmals kolportiert, dass der größte Feind des Grenadiers der Rasenmäher sei, da er Nahrung und Deckung entziehe. Gekontert wird dies mit der Aussage, dass sich die Panzergrenadiere nicht tiefer als 1,50 m eingraben dürfen, da sie dort auf Pioniere treffen würden.